# 1366 en santé et médecine
| Années de la santé et de la médecine : 1363 - 1364 - 1365 - 1366 - 1367 - 1368 - 1369    |
| Décennies de la santé et de la médecine : 1330 - 1340 - 1350 - 1360 - 1370 - 1380 - 1390 |

Cet article présente les faits marquants de l'année 1366 en santé et médecine.

## Événements
- 1er août : Jeanne Bacon fonde l'hôtel-Dieu de Villers-Bocage, en Normandie, par une charte que Louis Thézart, évêque de Bayeux, complètera en 1369[1].
- Le pape Urbain V confirme la fondation de l'université d'Orange, à laquelle l'empereur Charles IV vient d'accorder en 1365, avec le statut de studium generale, le droit d'enseigner la médecine et d'en attribuer les grades[2].
- Le pape Urbain V entérine l'usage que les écoliers de Paris, dont ceux de la faculté de médecine, soient assis par terre pour écouter les leçons, par respect pour leurs maîtres qui, eux, enseignent « en chaire »[3].
- Le roi Charles V exempte les barbiers de Paris du guet de nuit au Châtelet, « et consacre ainsi l'égalité des barbiers et des chirurgiens[4] ».
- Fondation de l'hôpital Saint-Jacques de Blois dont les chanoines, moins d'un siècle plus tard, se seront approprié les revenus et les biens et où « personne ne prend[ra] plus soin des pauvres[5] ».
- Olivier et Tiennette Brecel fondent à Dinan, en Bretagne, l'aumônerie de Saint-Jacques et Saint-Yves, « pour l'entretien d'un religieux de l'ordre de Saint-Mathurin qui d[oit] recevoir et loger tous les pèlerins qui s'y ser[ont] présentés[6] ».
- Avant 1366 : fondation de l'hôpital du Colombier à Romans, en Dauphiné, dans le quartier de Villeneuve, entre les portes de Jacquemart et Bistour[7].

## Décès
- 13 juin : Michel de Brêche (né vers 1299), maître en médecine et docteur en théologie de l'université de Paris, médecin et aumônier du roi Jean II le Bon, et évêque du Mans[8],[9].